# Liste der Staatsoberhäupter 1814
Übersicht
◄◄ | ◄ | 1810 | 1811 | 1812 | 1813 | Liste der Staatsoberhäupter 1814 | 1815 | 1816 | 1817 | 1818 | ► | ►►

Weitere Ereignisse

## Afrika
- Ägypten
  - Vizekönig und osmanischer Pascha: Muhammad Ali Pascha (1805–1848)
- Äthiopien
  - Kaiser: Egwala Seyon (1801–1818)
- Burundi
  - König: Ntare IV. Rugamba (ca. 1796–ca. 1850)
- Dahomey
  - König: Adandozan (1797–1818)
- Marokko
  - Sultan: Alawiden-Dynastie – Mulai Sulaiman (1792–1822)
- Ruanda
  - König: Mutara II. (1802–1853)
- Tunesien (Husainiden-Dynastie)
  - Sultan: Hammuda Bey (1782–1814)
  - Sultan: Mahmud Bey (1814–1824)

## Amerika

### Nordamerika
- Mexiko (umstritten)
  - Vizekönig Félix María Calleja del Rey (1813–1816)
- Vereinigte Staaten von Amerika
  - Staats- und Regierungschef: Präsident James Madison (1809–1817)

### Mittelamerika
- Haiti (umstritten)
  - Herrscher: König Heinrich I. (1806–1820)

### Südamerika
- Brasilien
  - Prinzregent: João (1808–1816/22)
- Chile (umstritten)
  - Staats- und Regierungschef:
    1. Vorsitzender der Obersten Regierungsjunta José Miguel Infante (1813–11. Januar 1814)
    2. Vorsitzender der Obersten Regierungsjunta Agustín Eyzaguirre (11. Januar–7. März 1814)
    3. (übergangsweise) Antonio José de Irisarri (7. März–14. März 1814)
    4. Oberster Direktor Francisco de la Lastra (14. März–23. Juli 1814)
    5. Oberster Direktor José Miguel Carrera (23. Juli–2. Oktober 1814)
- Neugranada (umstritten, heute Kolumbien)
  - spanischer Gouverneur und Generalkapitän: Francisco Montalvo y Ambulodi (1813–1816)
  - Staats- und Regierungschef:
    1. Präsident Camilo Clemente Torres Tenorio (1812–5. Oktober 1814)
    2. Vorsitzender des Triumvirats José María del Castillo y Rada (5. Oktober–28. November 1814)
    3. Vorsitzender des Triumvirats Custodio García Rovira (28. November 1814–1815)
- Paraguay (umstritten)
  - Staats- und Regierungschef:
    1. Konsul Gaspar Rodríguez de Francia (1813–12. Februar 1814)
    2. Konsul Fulgencio Yegros (12. Februar – 12. Juni 1814)
    3. Konsul Gaspar Rodríguez de Francia (12. Juni 1814–1840)
- Vizekönigreich Peru
  - Vizekönig: José Fernando Abascál y Sousa (1806–1816)
- Río de la Plata (umstritten)
  - Staats- und Regierungschef: Oberster Direktor Gervasio Antonio de Posadas (31. Januar 1814–1815)
- Venezuela
  - Staats- und Regierungschef: ?

## Asien
- Abu Dhabi
  - Scheich: Shakhbut bin Dhiyab (1793–1816)
- Afghanistan
  - König: Mahmud Schah (1801–1803) (1809–1818)
- China (Qing-Dynastie)
  - Kaiser: Jia Qing (1796–1820)
- Japan
  - Kaiser: Kokaku (1780–1817)
  - Shōgun (Tokugawa): Tokugawa Ienari (1786–1837)
- Korea (Joseon)
  - König: Sunjo (1800–1834)
- Persien (Kadscharen-Dynastie)
  - Schah: Fath Ali (1797–1834)
- Thailand
  - König: Rama II. (1809–1824)

## Europa
- Andorra
  - Co-Fürsten:
    - Französischer Herrscher:
      1. Kaiser der Franzosen: Napoléon I. (1806–11. April 1814)
      2. König von Frankreich: Ludwig XVIII. (2. Mai 1814–1824)

    - Bischof von Urgell: Francesc Antoni de la Dueña y Cisneros (1797–1816)
- Anhalt-Bernburg
  - Herrscher: Herzog Alexius Friedrich Christian (1796–1834)
- Anhalt-Dessau
  - Herrscher: Herzog Leopold III. (1751–1817)
- Anhalt-Köthen
  - Herrscher: Herzog Ludwig August (1812–1818)
- Baden
  - Herrscher: Großherzog Karl Ludwig Friedrich (1811–1818)
- Bayern
  - König: Maximilian I. (1799–1825) bis 1805 Kurfürst
- Berg
  - Herrscher: (vakant)
- Dänemark und Norwegen (1814 Norwegen fällt an Schweden)
  - König: Friedrich VI. (1808–1839)
- Frankfurt
  - Herrscher: (vakant)
- Frankreich
  - Herrscher:
    1. Kaiser: Napoléon I. (1799–11. April 1814)
    2. König: Ludwig XVIII. (2. Mai 1814–1824)
- Hessen-Darmstadt
  - Großherzog: Ludwig I. (1790–1830) (1790–1806 Landgraf)
    - Präsident des Gesamt-Ministeriums: Friedrich August Freiherr von Lichtenberg (1805–1819)
- Hohengeroldseck
  - Herrscher: Fürst Philipp von der Leyen (1806–1815)
- Hohenzollern-Hechingen
  - Herrscher: Fürst Friedrich (1810–1838)
- Hohenzollern-Sigmaringen
  - Herrscher: Fürst Anton Aloys (1785–1831)
- Isenburg-Birstein
  - Herrscher: Fürst Carl (1803–1814)
- Italien
  - Herrscher: König Napoléon I. (1805–1814)
- Liechtenstein
  - Herrscher: Fürst Johann I. Josef (1805–1836)
- Lippe-Detmold
  - Herrscher: Fürst Leopold II. (1800–1851, unter Vormundschaft)
  - Regentin: Fürstin Pauline zur Lippe (1802–1820)
- Lübeck
  - Lübecker Bürgermeister: Johann Caspar Lindenberg, Johann Matthaeus Tesdorpf, Christian Adolph Overbeck
- Mecklenburg-Schwerin
  - Herzog: Friedrich Franz I. (1785–1837) (ab 1815 Großherzog)
    -       - Geheimerratspräsident: August Georg Freiherr von Brandenstein (1808–1836)
- Mecklenburg-Strelitz
  - Großherzog:  Karl II. (1794–1816) (ab 1815 Herzog)
    - Staatsminister: August von Oertzen (1810–1836)
- Monaco
  - Fürst: Honoré IV. (1814–1819)
- Montenegro (bis 1878 unter osmanischer Suzeränität)
  - Fürstbischof (Vladika): Petar I. Petrović-Njegoš (1782–1830)
- Nassau
  - Herzog: Friedrich August (1806–1816) (1803–1806 Fürst von Nassau-Usingen)
    - Staatsminister: Ernst Franz Ludwig Marschall von Bieberstein (1806–1834)
- Neapel
  - Herrscher: König Joachim Murat (1808–1815)
- Osmanisches Reich
  - Sultan Mahmud II. (1808–1839)
- Österreich
  - Herrscher: Kaiser Franz I. (1792–1835)
- Portugal
  - Königin: Maria I. (1777–1816) (1792 entmündigt) (1815–1816 Königin von Brasilien)
  - Regent: Johann Herzog von Braganza (1792–1816) (1816–1826 König von Portugal, 1815–1816 Regent von Brasilien, 1816–1822 König von Brasilien)
- Preußen
  - König: Friedrich Wilhelm III. (1797–1840) (1797–1806 Kurfürst von Brandenburg)
- Reuß ältere Linie
  - Herrscher: Fürst: Heinrich XIII. (1800–1817)
- Reuß-Schleiz
  - Herrscher: Fürst ?
- Reuß-Lobenstein
  - Herrscher: Fürst ?
- Reuß-Ebersdorf
  - Herrscher: Fürst ?
- Russland
  - Kaiser: Alexander I. (1801–1825)
- Sachsen
  - Herrscher: König Friedrich August I. (1763–1827)
- Sachsen-Coburg-Saalfeld
  - Herrscher: Herzog Ernst I. (1806–1826)
- Sachsen-Gotha-Altenburg
  - Herrscher: Herzog August (1804–1822)
- Sachsen-Hildburghausen
  - Herrscher: Herzog Friedrich (1780–1826)
- Sachsen-Meiningen
  - Herrscher: Herzog Bernhard II. (1803–1866, unter Vormundschaft)
  - Regentin: Herzogin Louise Eleonore von Hohenlohe-Langenburg (1803–1822)
- Sachsen-Weimar-Eisenach
  - Herrscher: Herzog Carl August (1758–1828)
- Salm-Kyrburg
  - Herrscher: ?
- Salm-Salm
  - Herrscher: ?
- Sardinien
  - Herrscher: König Viktor Emanuel I. (1802–1821)
- Schaumburg-Lippe
  - Herrscher: Fürst Georg Wilhelm (1787–1860)
- Schwarzburg-Rudolstadt
  - Herrscher: Fürst Friedrich Günther (1807–1867, unter Vormundschaft)
  - Regentin: Fürstin Caroline Luise von Hessen-Homburg (1807–1814)
- Schwarzburg-Sondershausen
  - Herrscher: Fürst Günther Friedrich Karl I. (1794–1835)
- Schweden
  - König: Karl XIII. (1809–1818) (1814–1818 König von Norwegen)
- Sizilien
  - Herrscher: König Ferdinand I. (1759–1825)
- Spanien
  - König: Ferdinand VII. (1808, 1813–1833)
- Ungarn
  - König: Franz I. (1792–1835) (1792–1806 Kaiser, 1792–1835 König von Böhmen, 1815–1835 König von Lombardo-Venetien, 1792–1797 und 1799–1800 Herzog von Mailand, 1792–1804 Erzherzog von Österreich, 1804–1835 Kaiser von Österreich)
- Vereinigtes Königreich
  - Staatsoberhaupt:
    - König Georg III. (1801–1820, seit 1811 entmündigt) (1760–1801 König von Großbritannien und Irland, 1760–1806 Kurfürst von Braunschweig-Lüneburg,  1814–1820 König von Hannover)
    - Regent: Georg, Prince of Wales (1811–1820) (1820–1830 König des Vereinigten Königreichs, 1820–1830 König von Hannover)

  - Regierungschef: Premierminister Robert Jenkinson, 2. Earl of Liverpool (1812–1827)
- Walachei (unter osmanischer Oberherrschaft)
  - Fürst: Ioannis Georgios Karatzas (1812–1818)
- Waldeck und Pyrmont
  - Herrscher: Fürst Georg II. (1813–1845)
    - Regierungspräsident: Friedrich Ludwig Wieprecht von Zerbst (1769–1814)
    - Regierungspräsident: Carl Rudolf von Preen (1814–1823)
- Westphalen
  - Herrscher: (vakant)
- Württemberg:
  - König Friedrich I. (1797–1816) Herzog 1797–1806, König 1806–1816
- Würzburg
  - Herrscher: Großherzog Ferdinand III. (1805–1814)

## Ozeanien und Pazifik
- Hawaii
  - König: Kamehameha I. (1795–1819)